# Anna Nellberg Dennis
Anna Nellberg Dennis, född 1972, är polis och var samarbetsorganet Eurocops första kvinnliga och nordiska ordförande (2012–2016). Anna Nellberg Dennis valdes till posten i november 2011. Hon var då vice ordförande i Polisförbundet Västmanland och styrelseledamot i Polisförbundet. 2006 till 2018 var hon Polisförbundets första vice ordförande, 2018 till 2022 Polisförbundets andra vice ordförande. 2008 utsågs Anna Nellberg Dennis till nationellt huvudskyddsombud och blev då det första huvudskyddsombudet med uppgift att jobba för polisanställda i hela landet, detta för att bättre kunna påverka den dåvarande Rikspolisstyrelsen.